# Beinasco
Beinasco is een gemeente in de Italiaanse provincie Turijn (regio Piëmont) en telt 18.393 inwoners (31-12-2004). De oppervlakte bedraagt 6,8 km², de bevolkingsdichtheid is 2705 inwoners per km².
De volgende frazioni maken deel uit van de gemeente: Borgaretto, Borgo Melano, Fornaci.

## Demografie
Beinasco telt ongeveer 7562 huishoudens. Het aantal inwoners daalde in de periode 1991-2001 met 2,9% volgens cijfers uit de tienjaarlijkse volkstellingen van ISTAT.
| Jaar | Inwoneraantal |
| ---- | ------------- |
| 1991 | 18.744        |
| 2001 | 18.198        |

## Geografie
Beinasco grenst aan de volgende gemeenten: Torino, Orbassano, Nichelino.

## Externe link

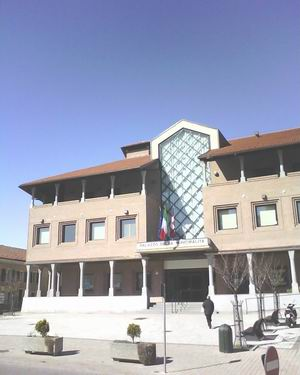
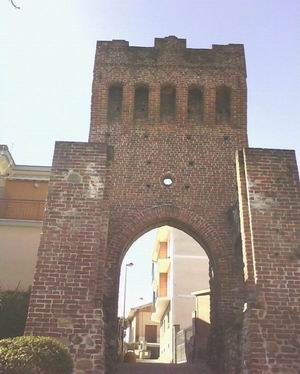
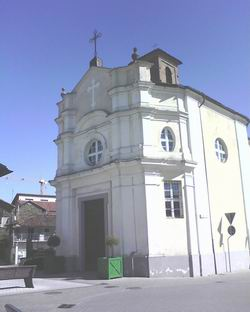
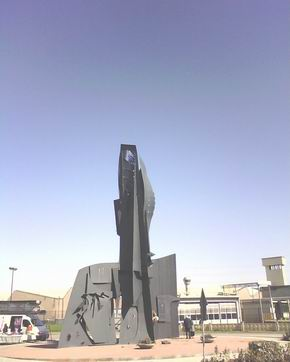
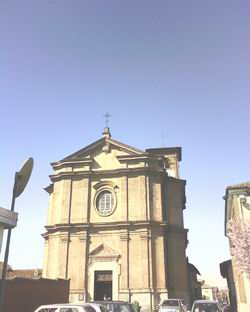